# La Flambée
Pour plus de détails, voir Fiche technique et Distribution.
La Flambée est un film français réalisé par Jean de Marguenat et sorti en 1934.

## Fiche technique
- Réalisation : Jean de Marguenat
- Scénario : d'après la pièce éponyme d'Henry Kistemaekers créée en 1911.
- Directeur de la photographie : Marcel Lucien
- Musique : Adolphe Borchard
- Montage : Raymond Lamy
- Pays d'origine :  France
- Format : Noir et blanc - son mono
- Durée : 82 minutes
- Année de sortie : 1934

## Distribution
- Jacques Grétillat
- Jeanne Lion
- Edith Méra
- Suzanne Rissler
- Henri Rollan : Beaucourt
- Constant Rémy